# Sarnaki
Sarnaki è un comune rurale polacco del distretto di Łosice, nel voivodato della Masovia.
Ricopre una superficie di 197,3 km² e nel 2004 contava 5 302 abitanti.